# الفصول الخمسة (فلم)
الفصول الخمسة هو فيلم تلفزيوني مغربي للمخرجة والممثلة سناء عكرود ومن إنتاج القناة الثانية دوزيم ويعد هذا الفيلم الذي ينتمي لصنف الدراما الاجتماعية أول فيلم روائي طويل تخرجه سناء عكرود  بعد تجربتها في إخراج الفيلم الروائي القصير «أعطني الناي». وقد تم عرض الفيلم في 25 مارس 2011 على القناة الثانية، وأدى بطولته كل من فاطمة الزهراء بناصر وماجدولين الإدريسي وسكينة لفضايلي ومحمد مروازي وعبد اللطيف شوقي وسعيد أيت باجا.

## القصة
يحكي الفيلم قصة ثلاث شقيقات (خديجة، هند، وحنان) تنقلب حياتهن رأسا على عقب بعد وفاة والدهن فيعشن حزنا عميقا وصراعا نفسيا مؤثرا. فخديجة الأخت الكبرى التي اعتادت التضحية من أجل شقيقتيها تحاول السيطرة على الأمور والتحلي بالصبر والشجاعة محاولة إخفاء دموعها، لكنها تدخل في صراع مع شقيقتها الوسطى هند التي ترنو إلى اللوم والغضب معلنة ثورثها على ظلم القدر الذي اختطف منها والدها لتعيش صراعا مع خديجة تحاول من خلاله كل واحدة أن تفرض رغبتها على الأخرى. فتبكي كل واحدة  على فقدان الوالد بطريقتها.
وسط هذا الصراع تقبع الشقيقة الصغرى حنان، في استكانة معلنة ثورة مكتومة ضد كل شيء حتى كمانها، رافضة العزف بعد موت والدها. حنان التي تخيم العتمة على كل ما يحيط بها لكونها عمياء. تغوص في عتمة أشد حلكة بعد فقدانها هذا الأب الذي من خلال عيونه كانت ترى الحياة، ومن خلاله كانت تعزف وكانت تحيى.
وبمرور الأيام وتوالي الأحداث، يولي فصل الشتاء، حاملا معه برودته وغيومه الرمادية الداكنة، المترعة بالفواجع والأحزان، مفسحا المجال لبزوغ شمسة دافئة، تبشر بحلول فصل الربيع المعروف بألوانه الزاهية وروابيه الخضراء المزهرة، التي تغري الشقيقات بدخول تجربة العشق، التي ستمهد لقطيعة نهائية مع كل الفواجع والأحزان التي عشنها، والانخراط في حياة جديدة اخترنها بمحض إرادتهن.
وقد وظف الفيلم فصول السنة توظيفا فنيا ليعبر عن الأحداث المتناقضة التي يعيشها الإنسان في حياته مثل فصول السنة المختلفة والتي يتميز كل واحد منها بخصائص مختلفة، ففصل الخريف يرمز إلى نهاية دورة حياتية وبداية أخرى في حين يعلن فصل الربيع بألوانه الزاهية وشمسه الدافئة ومفاجأته الغير المتوقعة حلول موسم الحب، فيما يشير فصل الصيف إلى موسم الحصاد وجني الثمار مشيرا إلى الفرح والسعادة بعد العناء والتعب، أما الفصل الخامس في الفيلم فهو حسب المخرجة الفصل الذي يصنعه الإنسان بتحديد مصيره وتحمل مسؤولية اختيارات حياته بكل شجاعة.

## الممثلون والشخصيات
- فاطمة الزهراء بناصر (بدور: خديجة)
- ماجدولين الإدريسي (بدور:هند)
- سكينة لفضايلي (بدور:حنان)
- محمد مروازي (بدور:يونس)
- مراد الزاوي (بدور:الجار)
- عبد اللطيف شوقي (بدور:كريم)
- سعيد أيت باجا (بدور:هشام)
- حميد نجاح (بدور:با المعطي)
- عبد الله بنسعيد (بدور:أناس)
- الطفلة اية (بدور: غيثة)
- فردوس الكلية (بدور: مريم)
- بنيس بشرى (بدور: صديقة هند)

## وصلات خارجية
- مقالات تستعمل روابط فنية بلا صلة مع ويكي بيانات

- صفحة الفيلم على موقع القناة الثانية دوزيم
- صفحة الفيلم على موقع السينما